# Garje, Kadur
Garje là một làng thuộc tehsil Kadur, huyện Chikmagalur, bang Karnataka, Ấn Độ.